# Boris Jeltsin
Boris Nikolajevitsj Jeltsin (Russisch: Борис Николаевич Ельцин) (Boetka, 1 februari 1931 – Moskou, 23 april 2007) was een politicus en de eerste president van de Russische Federatie. Hij staat in Rusland vooral bekend als  'de sloper van de Sovjet-Unie' .

## Biografie

### Jeugd
Boris Jeltsin werd geboren in een boerenfamilie in het dorpje Boetka in het district Talitski van de oblast Sverdlovsk, centrale Oeral, in de RSFSR van de Sovjet-Unie. Zijn vader Nikolaj Jeltsin werd veroordeeld voor anticommunistische acties in 1934 en moest voor drie jaar naar de Goelag. Na zijn vrijlating bleef hij enige tijd werkloos en werkte daarna in de bouw. Zijn moeder Klavdija Jeltsina werkte als naaister.
Jeltsin ging naar de middelbare school van Berezniki in de oblast Perm. Omdat hij goed kon leren was hij tijdens de hele periode daar klasleider (starosta). Hij had echter problemen met orde, deed mee aan straatgevechten en kwam vaak in conflict met leraren op school en met zijn vader. Hij kwam vaak als winnaar uit deze conflicten, wat bijvoorbeeld bleek toen zijn zevenjaars onderwijsbewijs werd ingetrokken en hij daarop beval dat er een commissie moest worden gevormd om deze zaak te onderzoeken. Deze commissie werd gevormd en verklaarde uiteindelijk dat het bewijs moest worden hersteld en de leraar die ervoor verantwoordelijk was werd zelfs ontslagen. Hij slaagde voor de examens van het tiende schooljaar zonder dat hij het hele programma had gevolgd. Hij was dol op sporten als skiën, gymnastiek, volleybal, atletiek, boksen, worstelen, tennis, dit ondanks het feit dat hij twee vingers had verloren toen hij en enkele van zijn vrienden een opslagplaats van het Rode Leger waren binnengeslopen, enkele granaten hadden gestolen en deze probeerden te ontleden, met dramatische gevolgen.
Jeltsin volgde hoger onderwijs aan het Polytechnisch instituut van de Oeral en studeerde af in 1955 met een specialisatie in bouwuitvoering. Het thema van zijn afstudeeronderzoek was "Televisietoren."

### Carrière in de Sovjet-Unie

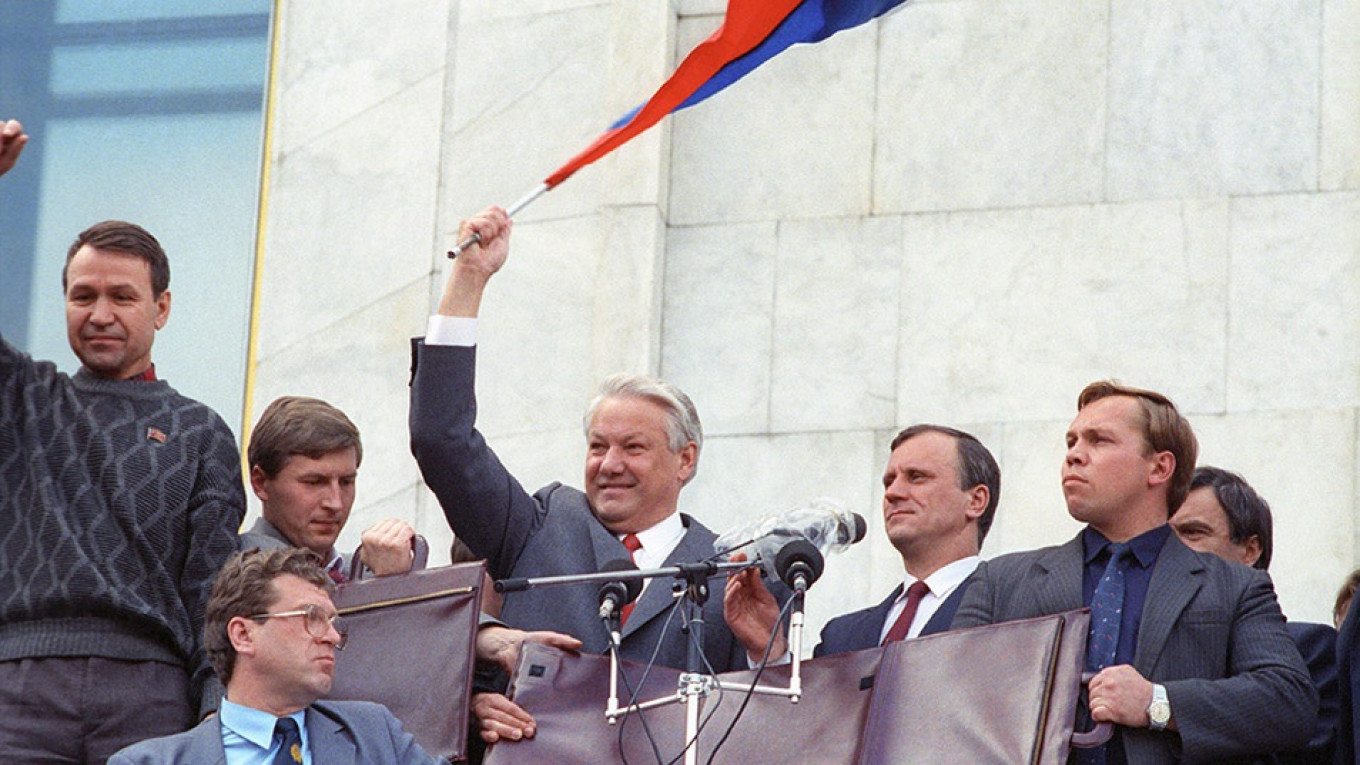
Boris Jeltsin in 1991, het jaar waarin hij tot president werd verkozen

Van 1955 tot 1957 werkte hij als voorman bij de bouwtrust Oeraltjazjtroebstroj. In 1956 trouwde hij met Naina Girina, die hij als student ontmoette. In 1957 werd zijn eerste dochter Jelena geboren en in 1959 zijn tweede dochter Tatjana.
Van 1957 tot 1963 werkte hij in Sverdlovsk en werd van hoofdopzichter van bouwplaatsen bevorderd tot directeur van het Bouwdirectoraat van de Joezjgorstroj-trust. In 1963 werd hij hoofdingenieur en in 1965 hoofd van de Sverdlovsk Huizenbouw Combinatie. Hij werd lid van de rangen van de CPSU-nomenklatoera in 1968, toen hij werd benoemd tot hoofd constructie van de regionale partijcommissie van Sverdlovsk. In 1975 werd hij secretaris van de regionale commissie en had de verantwoordelijkheid over de industriële ontwikkeling van de oblast. Een jaar later werd hij eerste-secretaris van het partijcomité van de CPSU van de oblast Sverdlovsk. Nog een jaar later, in 1977, was hij verantwoordelijk voor de sloop van het Ipatiev-huis, waar de tsarenfamilie was vermoord. Later toen hij president was en de kathedraal op het bloed op de plek werd gebouwd zei hij dit te betreuren en slechts orders van hogerhand te hebben uitgevoerd. KGB-chef Joeri Andropov had twee jaar eerder in 1975 al kenbaar gemaakt dat hij het huis wilde slopen om pelgrims te weren.
Van 1961 tot 1990 was Jeltsin lid van de Communistische Partij van de Sovjet-Unie. Eind 1985 werd hij door Michail Gorbatsjov benoemd tot partijchef van Moskou, waar hij zich onder meer inzette voor de bestrijding van corruptie. Toen Jeltsin korte tijd later vond dat de perestrojka van Gorbatsjov te langzaam ging (Gorbatsjov liet regelmatig hervormingen terugdraaien als hij zag dat dit te veel protest opleverde), bekoelde de relatie tussen hen. Nadat hij veel kritiek had geleverd op de partijleiders, voorafgaand aan een plenaire zitting van het Centraal Comité van de CPSU, werd hij uit zijn post als eerste secretaris gezet en uit het Politbureau gegooid.

### Russisch president
In maart 1989 werd Jeltsin verkozen tot lid van het Congres van Volksafgevaardigden en kreeg hij zitting in de Opperste Sovjet (hoogste orgaan van de Sovjet-Unie), waardoor hij weer aan zijn politieke carrière kon werken. Inmiddels was de invloed van de Communistische Partij snel aan het afbrokkelen, het nationalisme in de vele deelrepublieken van de Sovjet-Unie nam daarentegen zienderogen toe en veel apparatsjiks (partijbureaucraten) waren de bakens aan het verzetten. Ook Jeltsin zag in dat dit proces waarschijnlijk onafwendbaar was geworden en zette eveneens in op de kaart van het Russische nationalisme. In mei 1990 werd Jeltsin gekozen tot voorzitter van de Opperste Sovjet van de RSFSR, waarna deze zich in juni soeverein verklaarde als de Russische Republiek binnen de Sovjet-Unie. In juli 1990 verliet Jeltsin de Communistische Partij om zich partijloos kandidaat te stellen voor de presidentsverkiezingen. Op 12 juni 1991 won Jeltsin daarop de verkiezingen met 57 procent van de stemmen.

### Augustusstaatsgreep in Moskou
Al deze veranderingen in de interne machtsverhoudingen werden met lede ogen aangezien door de 'oude garde' van de communistische partij. Het begon eindelijk tot hen door te dringen dat er nu snel iets moest gebeuren als ze hun bevoorrechte positie nog wilden redden. Onder leiding van Vladimir Krjoetsjkov en enkele andere naaste adviseurs van Gorbatsjov wordt er op 18 augustus 1991 een poging tot coup gedaan tegen Gorbatsjov, die alles in gang had gezet en Jeltsin die steeds machtiger werd (de Augustusstaatsgreep). Terwijl Gorbatsjov door de coupplegers op de Krim onder huisarrest werd gehouden, zette Jeltsin frontaal de aanval in tegen de coupplegers. Na enige schermutselingen klom Jeltsin op een tank en hield hij een speech waarna het leger zijn zijde koos. De coup mislukte en Jeltsin werd als held gezien. Korte tijd later keerde Gorbatsjov terug naar Moskou. Maar de machtsverhoudingen waren drastisch gewijzigd: Jeltsin was de nieuwe sterke man en Gorbatsjov had nog maar weinig in te brengen.

### Ontbinding van de Sovjet-Unie en hervormingen in Rusland

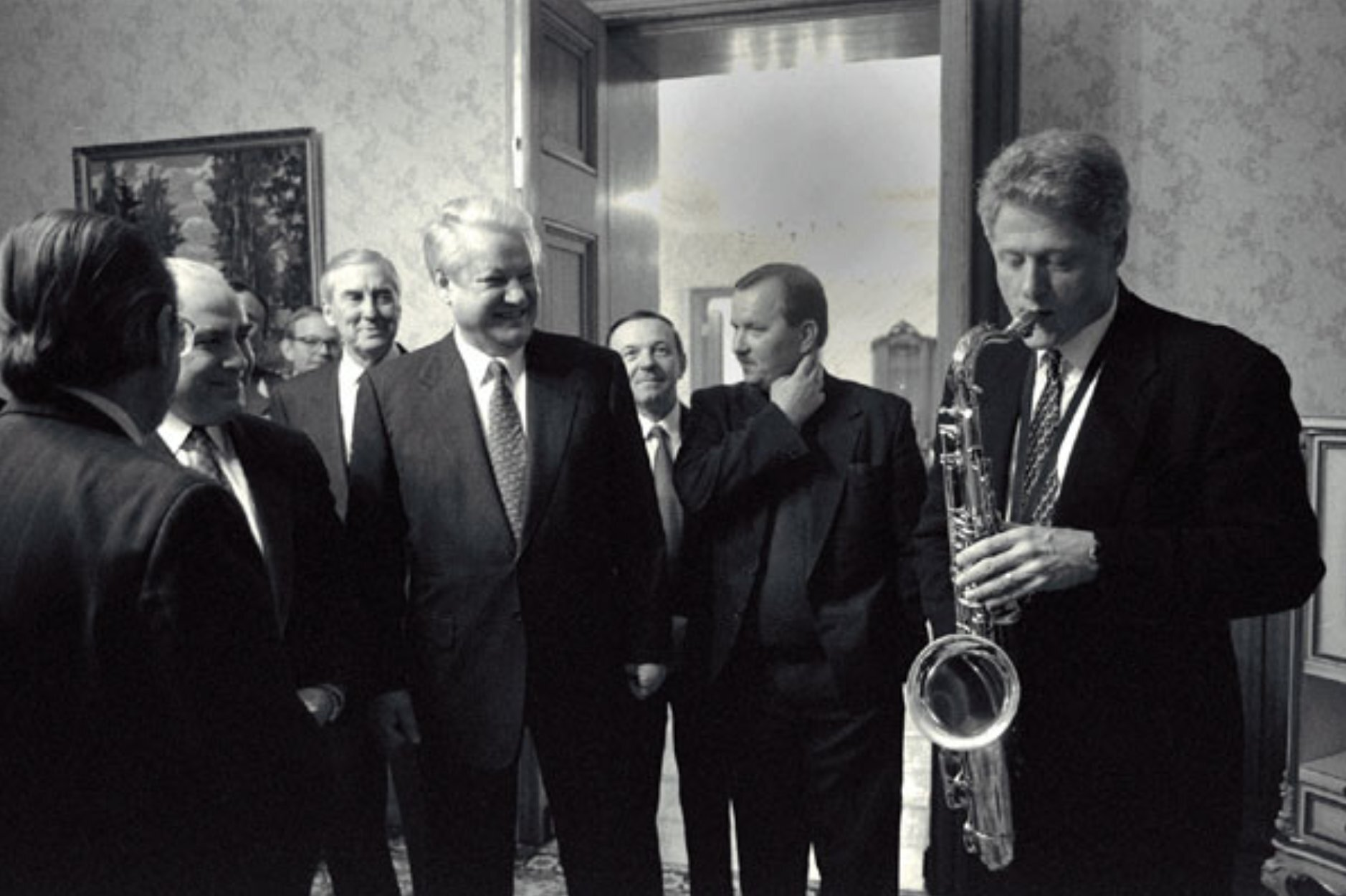
Boris Jeltsin en toenmalig president van de Verenigde Staten Bill Clinton in 1994

Begin december 1991 verklaarde Oekraïne zich onafhankelijk, waarmee het fundament onder de Sovjet-Unie verdwenen was en deze eigenlijk geen nut meer had. Een week later ontbond Gorbatsjov onder druk van Jeltsin de Sovjet-Unie waarmee ook Gorbatsjov's rol uitgespeeld was. Jeltsin bleef (werd) president van Rusland.
In de daaropvolgende jaren had Jeltsin op zeer regelmatige basis contacten met de Amerikaanse president Bill Clinton, waarbij de relatie tussen beide landen steeds beter werd.
Zijn presidentschap had ook zijn rumoerige momenten en Jeltsin stuurde meerdere keren het gehele kabinet naar huis. Hij organiseerde een referendum in april 1993. Hij kreeg voldoende steun voor zijn persoon en economische beleid, maar het volk ging niet mee in vervroegde verkiezingen van de volksvertegenwoordigers. De spraakmakendste daarvan was de Russische constitutionele crisis van 1993, toen Jeltsin de Staatsdoema liet ontbinden en deze weigerde hiermee akkoord te gaan en opriep tot een staatsgreep tegen hem. Jeltsin zette tanks in die het Witte Huis beschoten, waarbij veel doden vielen. De leiders en met hen honderden parlementsleden werden opgepakt en berecht. De Russische Doema verleende hun later gratie.
Onder Jeltsin's leiding werd het staatsbezit geprivatiseerd. Eerst werden de kleine bedrijven verkocht. Deze werden gratis weggeven aan het personeel of publiekelijk geveild. In 1992-1994 volgde de voucherprivatisering, waarbij iedere Rus een waardebon kreeg met een nominale waarde van 10.000 Russische roebel. Deze bon kon worden geruild tegen aandelen in een bedrijf naar keuze. De derde en laatste grote privatisering gebeurde onder het "Leningen voor aandelen" programma in 1995 en 1996. De overheid leende geld en in ruil kregen de banken aandelen van bedrijven in onderpand. De overheid betaalde de leningen niet terug en de aandelen kwamen definitief in handen van de geldverstrekkers.
Ook gaf hij opdracht om de de facto onafhankelijke Tsjetsjeense Republiek Itsjkerië binnen te vallen op 11 december 1994. Na 2 jaar moest het leger zich terugtrekken uit het gebied.

### Tanende invloed

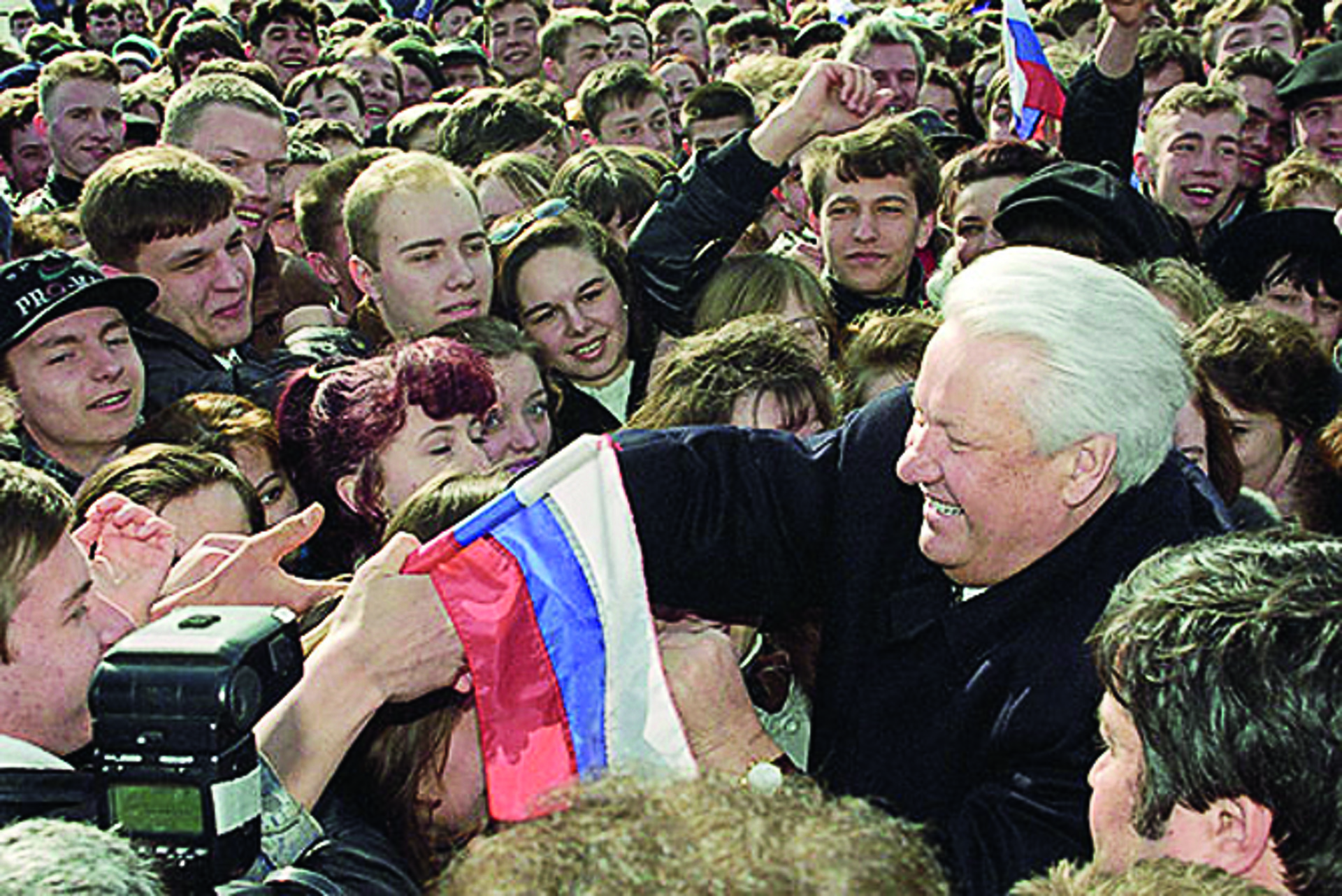
Boris Jeltsin op verkiezingscampagne in 1996

In juli 1996 werd Jeltsin herkozen als president, na een 'vuile' verkiezingscampagne die werd gekenmerkt door lastercampagnes tegen zijn politieke tegenstanders. Jeltsin omringde zich daarvoor noodgedwongen met een groep 'oligarchen' die de mediazenders beheersten en zo zijn grote achterstand in een voorsprong wisten om te zetten. Dit betekende echter het einde van Jeltsins onafhankelijke politiek. De oligarchen, vaak waren dit voormalige partijbureaucraten, eisten in ruil voor de herverkiezing politieke invloed en vermengden zo hun op vaak dubieuze wijze verkregen bedrijven met de politiek en wisten de wetten zo naar hun hand te zetten dat ze meestal geen belasting hoefden te betalen. Ze verdeelden bovendien de resterende staatsbedrijven van Rusland onderling waardoor ze nog rijker werden dan ze al waren: verscheidene Russische oligarchen konden zich snel meten met de grootste miljardairs van het Westen. Ook Jeltsin zelf en zijn familie deden mee aan deze praktijken. Vooral berucht was het "Leningen voor aandelen" programma, wat in potentie miljardenbedrijven voor een schijntje in handen bracht van zakenlieden als Vladimir Potanin, Roman Abramovitsj en Oleg Deripaska. Deze kliek stond bekend als 'de familie'.
Terwijl miljoenen gewone Russen er alleen maar op achteruitgingen en in de armoede raakten – de nieuwe eigenaren van de voormalige staatsbedrijven saneerden en reorganiseerden op grote schaal hun bedrijven waardoor miljoenen mensen werkloos werden – groeide de kritiek op de zichzelf verrijkende oligarchen die onaantastbaar leken en konden doen wat ze wilden. Er werden onderzoeken opgestart naar de praktijken van 'de familie'. Door de grote macht van vooral Boris Berezovski en de rest van de zeven bankiers kwam er niks terecht van rechtszaken.
Jeltsin verbleef een groot deel van zijn tweede ambtsperiode als president in het ziekenhuis en fungeerde min of meer als een soort marionettenfiguur, die geen werkelijke invloed meer had. Bij de Roebelcrisis van 1998 wist hij bijvoorbeeld zijn premier Viktor Tsjernomyrdin niet langer staande te houden en moest instemmen met de aanstelling van Jevgeni Primakov. In een periode van minder dan anderhalf jaar, van april 1998 tot augustus 1999, benoemde hij vijf premiers, met als laatst Vladimir Poetin. Op 30 september 1999 stuurde hij het Russische Leger voor de tweede maal naar Tsjetsjenië om het gebied in te nemen. Deze Tweede Tsjetsjeense Oorlog was succesvoller dan de eerste, maar woekert in feite nog door. In deze oorlog leidde Poetin in feite de Russische inspanningen in de oorlog. Jeltsin kampte namelijk met gezondheidsklachten. Poetin kon hierdoor klaar worden gestoomd om Jeltsin te vervangen. In augustus 1999 had Jeltsin Poetin beloofd, dat Poetin hem zou mogen opvolgen als hij zou aftreden.

### Aftreden

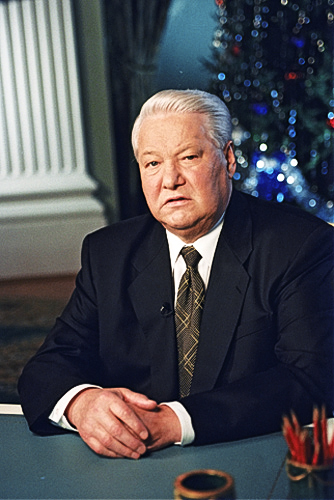
Boris Jeltsin treedt af als president op 31 december 1999

Op 31 december 1999 legde Jeltsin onverwacht het presidentschap neer. Tot de eerstvolgende verkiezingen nam de ex-FSB-chef Vladimir Poetin zijn functie over. Van de onderzoeken naar corruptie werd niets meer vernomen. Hij hield zich voornamelijk bezig met jagen, tennissen en lezen. Met de politiek bemoeide Jeltsin zich niet meer.

### Gezondheid en overlijden

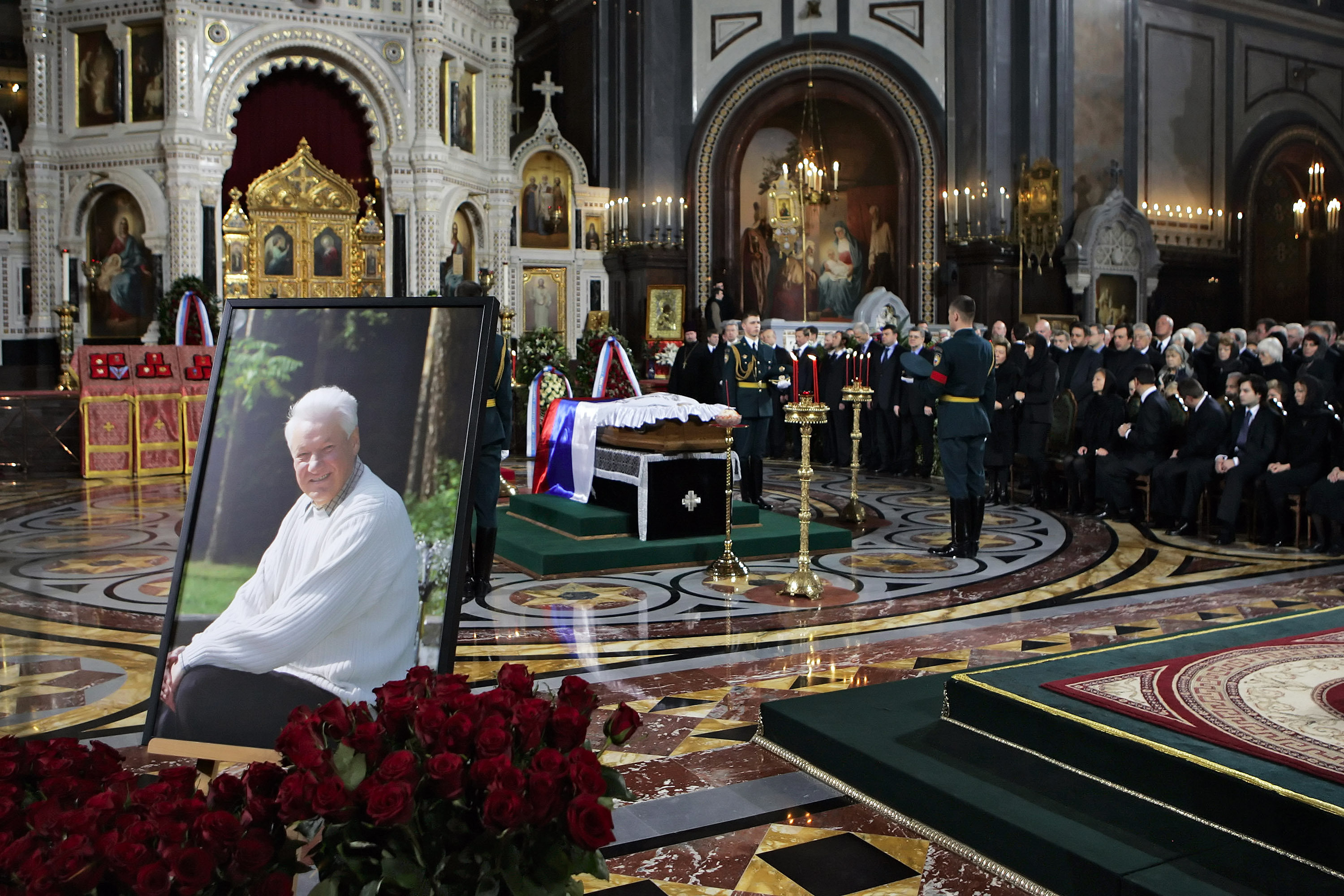
Begrafenis van Boris Jeltsin

Jeltsin, die in zijn jonge jaren veel aan sport had gedaan, onder andere voetballen, skiën, worstelen en boksen, kreeg op latere leeftijd veel lichamelijke klachten. Hij kreeg last van zijn hart en moest in de jaren negentig regelmatig opgenomen worden in het ziekenhuis. Toen hij zich in 1995 herkiesbaar stelde, probeerde hij wantrouwige Russen te overtuigen van zijn goede conditie door voor het oog van de tv-camera's een vreemd soort dans uit te voeren.
Hij werd en wordt regelmatig afgeschilderd als een verstokte alcoholist, maar zijn wankele optredens lijken achteraf bezien niet louter aan wodka-inname te wijten. Een team van Groningse neurochirurgen onder leiding van Michiel Staal werd in september 1999 – in het diepste geheim – naar Moskou ontboden om Jeltsin te opereren voor een stoornis aan zijn evenwichtssysteem. Ook in de volgende jaren reisden de Groningers naar Rusland om de inmiddels ex-president te controleren.

Gedenkteken voor Boris Jeltsin op de Novodevitsjibegraafplaats

Op 23 april 2007 stierf Boris Jeltsin op 76-jarige leeftijd, na een hartstilstand. Jeltsin werd na zijn overlijden in binnen- en buitenland algemeen geprezen voor zijn rol in de val van het communisme en Poetin kondigde een dag van nationale rouw af. Door anderen wordt hij gezien als degene die Rusland in een economische crisis heeft gestort die gepaard ging met casinokapitalisme.
Boris Jeltsin was drager van het Ereteken van de Sovjet-Unie.
Jeltsin werd begraven op de begraafplaats Novodevitsji bij het gelijknamige klooster in Moskou.
- Bibsys: 90209622
- Biblioteca Nacional de España: XX1163017
- Bibliothèque nationale de France: cb121472282 (data)
- Catàleg d'autoritats de noms i títols de Catalunya: 981058516221206706
- CiNii: DA04182555
- Gemeinsame Normdatei: 118900048
- International Standard Name Identifier: 0000 0001 2278 5409
- Library of Congress Control Number: n83228407
- Nationale Bibliotheek van Letland: 000065348
- National Archives and Records Administration: 10567938
- Bibliotheek van het Japanse parlement: 00477605
- Nationale Bibliotheek van Tsjechië: jn20000700806
- Nationale bibliotheek van Australië: 35084333
- Nationale Bibliotheek van Israël: 987007270286205171
- Nationale Bibliotheek van Polen: a0000001182602
- Nationale en Universitaire bibliotheek Zagreb: 000000648
- Nederlandse Thesaurus van Auteursnamen: 074954202
- Russische Staatsbibliotheek: 000003675
- LIBRIS: 51579
- SNAC: w6zk5qqc
- Système universitaire de documentation: 029957109
- Trove: 821733
- Virtual International Authority File: 39414592
- WorldCat: E39PBJpDMtwqBMf8jVqbBHhJXd

Boris Jeltsin · Vladimir Poetin · Dmitri Medvedev · Vladimir Poetin